# 岩城正良
岩城 正良（いわき まさよし、1962年8月24日 - ）は、プロデューサーで、朝日放送ラジオの取締役である。

## 来歴・人物
兵庫県出身。国際基督教大学卒業後、朝日放送（現在の朝日放送グループホールディングス）へ入社。『おっちゃんVSギャル』のADを担当以来、テレビ制作に携わる。主にクイズ番組や関西ローカルの演芸・バラエティ番組のプロデューサーを務めていた。
2010年11月1日付で制作局・テレビ制作部長に就任、2013年6月26日付で制作局長補佐に就任。
朝日放送の持株会社化と事業会社分社により2018年4月1日付で朝日放送ラジオ株式会社の取締役に就任した。

## 担当番組
（いずれも過去・全て朝日放送テレビ）
- 『おっちゃんVSギャル』（AD→ディレクター→プロデューサー）
- 『なんやモー目茶苦茶屋』（プロデューサー）
- 『横丁へよ～こちょ』（プロデューサー）
- 『にこいち ～スーパースター友情列伝～』（プロデューサー）
- 『あったか人情コメディ 湯けむりパラダイス!』（プロデューサー）
- 『美女裁判〜恋愛裁判員制度〜』（チーフプロデューサー）
- 『爆笑!ふれあいコメディ こちらかきくけ公園前』（プロデューサー）他
- 『パネルクイズ アタック25』（AD→ディレクター→プロデューサー）
- 『ハミ出す才能教育バラエティ!! 小籔★スターリオン』（チーフプロデューサー）
- 『M-1グランプリ』（全国ネット・プロデューサー）

## 『パネルクイズ アタック25』でのエピソード
『パネルクイズ アタック25』の番組の狙いとエピソードをこう振り返っている。
- 「日曜の午後に、お茶の間で家族や夫婦がのんびりクイズを楽しめる番組という基本的な考えがあったんです。[2]」
- 「最初、番組の内容を変えようと堤（章三）さんと大げんかをしたこともありました。[3]」

約36年にわたって司会を務めた児玉清については、「バラエティーに走ることなく、クイズ本来の姿をぶれずに守っている姿が視聴者に支持されているものと思います。だからこそ、年間2万人、3万人もの方が「私も出場したい」と応募されるんです。」と述べている。児玉が2011年5月16日に胃がんのため77歳で死去した際には「叱ってもらえる人が他界された…。本当に寂しい限りです。安らかに永眠されることを願っております。」と哀悼のコメントを寄せた。
また『アタック25』が2021年9月26日で地上波としては番組終了、46年半の歴史に一旦幕を下ろすことになった際には、最終回を目前にした2021年9月のMANTANWEBでのインタビューにおいて「さみしいと残念という感想です。番組作りのイロハを教えてもらった」と感謝と思い出を語り、長寿番組に育った理由についても「どうしても新しいプロデューサー、ディレクターがつくと、とかく番組を変えたがる傾向がありますが（アタック25は）それをやらなかった。ルールの根幹を変えずにやってきたことが46年続いた理由」と述べた。さらに最終回放送を前に「最終回にはきっと児玉さんもスタジオに来られる。そして、最後は美しく、皆様に名残惜しまれるように放送が終えられればと願っているはず」と語った。その後地上波の番組終了から半年後の2022年3月27日より、新たにBSで開局した「BSJapanext」にて『パネルクイズ アタック25 Next』として復活している。